# Une maison sous le ciel étoilé
Pour plus de détails, voir Fiche technique et Distribution.
Une maison sous le ciel étoilé (Дом под звёздным небом, Dom pod zvyozdnim nebom) est un film soviétique réalisé par Sergueï Soloviov, sorti en 1991.

## Fiche technique
- Titre original : Дом под звёздным небом, Dom pod zvyozdnim nebom
- Titre français : Une maison sous le ciel étoilé
- Réalisation et scénario : Sergueï Soloviov
- Photographie : Youri Klimenko
- Musique : Boris Grebenchtchikov
- Pays d'origine : URSS
- Format : Couleurs - 35 mm
- Genre : drame, thriller
- Durée : 121 minutes
- Date de sortie : 1991

## Distribution
- Mikhaïl Oulianov : Andreï Nikolaevitch Bashkirtsev
- Alla Parfanyak : Sonia, la femme de Bashkirtsev
- Aleksandra Turgan : Liza
- Maria Anikanova : Nika, la plus jeune fille des Bashkirtsev
- Ilya Ivanov : Konstantin Kologrivov, le mari de Liza
- Alexandre Bachirov : Valentin Komposterov
- Alexandre Abdoulov : Jora, le plombier
- Dmitri Soloviov : Timofeï